# Nataša Kramberger
Nataša Kramberger, slovenska pisateljica in novinarka, * 14. april 1983, Maribor.
Krambergerjeva je več let živela in ustvarjala v Berlinu, leta 2016 pa se je preselila na kmetijo v Slovenskih goricah. Najbolj znana je po svojem romanu Nebesa v robidah: roman v zgodbah, ki ga je izdala leta 2007 in je bil nominiran za nagrado Kresnik. Za ta roman je leta 2010 prejela Nagrado Evropske unije za književnost. Leta 2025 je prejela nagrado Prešernovega sklada za esejistični roman Po vsej sili živ.

## Življenjepis
Nataša Kramberger se je rodila 14. aprila 1983 v Mariboru, mami Mariji Šauperl, po poklicu učiteljici in knjižničarki. Odraščala je v Jurovskem dolu, kjer je obiskovala osnovno šolo. Šolanje je nadaljevala na II. gimnaziji Maribor, kjer je leta 2002 opravila maturo. V dijaških letih je začela pisati za šolski časopis Borec, kjer je bila dve leti glavna urednica pod mentorjem Sašo Mikićem. Sodelovala je tudi v Gledališki šoli Prve gimnazije. V poletni praksi 2002 je začela delati kot novinarka časopisa Večer in tednika 7D. kjer je bil njen mentor Mirko Lorenci. Leta 2002 se je vpisala na študij komunikologije - tržno komuniciranje in odnosi z javnostjo na FDVju, kjer leta 2016 diplomirala z nalogo Trajnostni marketing kot družbeni proces menjave. V okviru Erasmus projekta je študirala tudi na Univerzi v Utrechtu, od koder se je leta 2004 preselila v Berlin. Od takrat deluje kot svobodna novinarka in pisateljica. Objavlja reportaže, intervjuje, članke, kolumne za več slovenskih medijev: Dnevnik, Emzin, Pogledi, Mentor, Sodobnost, Mladina, AirBeletrina, Kažin in nemški Periskop. Občasno živi v Jurovskem dolu in Milanu
Leta 2009 je v Jurovskem dolu ustanovila Društvo Zelena centrala. Prevzela je kmetijo, se začela ukvarjati z ekološkim kmetijstvom in naravno gradnjo in organizacijo delavnic, dogodkov. Prvi projekt je bil zbiranje odpadnega tekstila iz katerega izdelujejo vrečke, žakeljčke, ki ga predajo naprej skupaj z zgodbo o tekstilu (lastnik, uporaba) poimenovan Polne vreče zgodb. Na podlagi projekta je nastal scenarij za dokumentarni film, ki ga je režirala Hana Kastelicova.

## Literarno delo
Na razpisu za mlado literaturo Urška 2006 je osvojila prvo nagrado: objavo prvenca, ki ga je z naslovom Nebesa v robidah naslednje leto (2007) izdal Javni sklad RS za kulturne dejavnosti v zbirki Prvenke. Roman je dobil večinoma pozitivne kritike, uvrščen je bil med peterico finalistov za kresnika junija 2008 in dobil Nagrado EU za literaturo (2010). Roman je preveden v več tujih jezikov (albanščina, bolgarščina, češčina, danščina , hrvaščina , italijanščina , makedonščina, nizozemščina, srbščina).  Ocene: M. Bogataj, Literatura 72/5, 2008.
Projekt Kaki vojaki z ilustratorko Jano Kocjan je žanrsko neulovljiv tekst med prozo in poezijo. V rezidenci Topolovo, kjer je bivala februarja 2016, je napisala Tujčice.
Tretji roman Primerljivi hektarji je izšel leta 2017. V njem piše o prevzemu in delu na kmetiji, aktivizmu za ohranitev dreves v Berlinu in otroštvu. 
Njeno delo je nastajalo kot preplet žanrov časnikarstva, esejistike in literature. Njeno nnovinarsko delo je obravnavala Petra Godeša v magistrskem delu Narativ v literarnonovinarskem žanru : analiza besedil Nataše Kramberger Tri zgodbe o mestih. Kot ljubše avtorje omenja Itala Calvina. 

### Proza in poezija
- Tujčice (Collana Koderjana / Zbirka Koderjana; 10). Cividale del Friuli / Čedad : Novi Matajur, 2016 (COBISS)(COBISS)

### Proza
- Nebesa v robidah: roman v zgodbah (Zbirka Prvenke). Ljubljana : Javni sklad Republike Slovenije za kulturne dejavnosti - revija Mentor, 2007  (COBISS)
- Kaki vojaki : roman v rimah in slikah (Zbirka Nova Znamenja; 38). Maribor : Litera, 2011 (COBISS)
- Primerljivi hektarji : pripoved v setvenem koledarju (Zbirka Prišleki). Ljubljana : LUD Literatura, 2017  (COBISS)
- Po vsej sili živ. Založba Goga, 2024.

### Esejistika
- Brez zidu : časopisna pripoved o Berlinu in drugih krajih 2004-2014 (Zbirka S poti). Ljubljana : Cankarjeva založba, 2014 (COBISS)

### Scenaristika
- Polne vreče zgodb. RTV Slovenija, 2011 (r. Hanka Kastelicová)

### Izbor kratke proze, reportaž, esejev
- Gustlek v Anični deželi. Maribor : Večer, 31. julij 2010
- Vila Smeralda (Zbirka Poletne zgodbe). Ljubljana : Delo, 2011 (COBISS)

## Nagrade
- Nagrada Urška 2006 (Festival mlade literature Urška 2006)
- A Sea for World, 2008 (Anna Lindh Foundation) za kratko zgodbo Slana ruleta[20]
- Young Euro Connect award, 2009, za esej Svinjska glava v plastiki / Dva tedna s smetarji[21]
- EU Prize for literature / Nagrada EU za literaturo, 2010, za roman Nebesa v robidah
- Zlati znak JSKD, 2011, za izjemen enkraten dosežek na področju literarne dejavnosti
- Nagrada Prešernovega sklada 2025

##### Nominacije
- Prva peterica: Kresnik, 2008 za roman Nebesa v robidah